# Después de la caída
Después de la caída (After the Fall) es una obra teatral de Arthur Miller, estrenada el 23 de enero de 1964. Escrita poco después de la muerte de la exesposa del autor, Marilyn Monroe, en la obra se ha hecho una lectura de propia experiencia de esta actriz, a través del personaje principal, Maggie.

## Argumento
La obra se desarrolla en los pensamientos de Quentin, un intelectual judío neoyorquino, que se debate ante la posibilidad de casarse con su nuevo amor, Holga, tras sufrir la experiencia de dos matrimonios fracasados con Louise y Maggie. El protagonista rememora, visualizándose en el escenario, sus agrias disputas con la primera de la que acabó divorciándose y su tormentosa relación con la segunda, una mujer frágil y egoísta que acaba suicidándose.

## Representaciones destacadas
- Washington Square Theatre, Broadway, Nueva York, 1964. Estreno mundial.[4]
  - Dirección: Elia Kazan.
  - Intérpretes: Jason Robards (Quentin), Barbara Loden (Maggie), Mariclare Costello (Louise), Salome Jens (Holga), Faye Dunaway.

- Théâtre du Gymnase Marie-Bell. París, 1965.
  - Dirección: Luchino Visconti.
  - Intérpretes: Annie Girardot, Michel Auclair.

- Teatro Goya, Madrid, 1965.[5]
  - Traducción: José Méndez Herrera.
  - Dirección: Adolfo Marsillach.
  - Escenografía: Francisco Nieva.
  - Intérpretes: Adolfo Marsillach (Quentin), Marisa de Leza (Maggie), Mara Goyanes, Carmen de la Maza, Antonio Vico, Carmen Carbonell, Fernando Guillén, Asunción Balaguer, Víctor Fuentes, Conchita Leza.[6]
- Televisión. NBC, 10 de diciembre de 1974.
  - Dirección: Gilbert Cates.
  - Intérpretes: Christopher Plummer (Quentin), Faye Dunaway (Maggie), Mariclare Costello (Louise), Bibi Andersson (Holga), Brooke Shields.

- Playhouse 91, Nueva York, 1984.[7]
  - Dirección: John Tillinger
  - Intérpretes: Frank Langella (Quentin), Dianne Wiest (Maggie), Joan Negro (Louise), Laurie Kennedy (Holga).

- American Airlines Theatre, Nueva York, 2004.
  - Dirección: Michael Mayer.
  - Intérpretes: Peter Krause (Quentin), Carla Gugino (Maggie), Jessica Hecht  (Louise), Vivienne Benesch (Holga).